# M5 (Armenien)
Die M5 (armenisch: Մ 5) ist eine Hauptstraße in Armenien. Sie ist eine Ost-West-Verbindung durch den Westen des Landes von der Hauptstadt Jerewan über Etschmiadsin und Armawir nach Bagaran an der Grenze zur Türkei. Die nördliche Umgehung von Etschmiadsin ist als Autobahn ausgebaut. Damit ist die Strecke zwischen Jerewan und Armawir vierstreifig befahrbar.  

## Geschichte
Die Teilstrecke um Etschmiadsin ist zu Zeiten der Sowjetunion gebaut worden. Zwischen Etschmiadsin und Armawir wurde in den 1970er Jahren das Kernkraftwerk Mezamor errichtet.

## Orte an der Straße
- Jerewan
- Etschmiadsin
- Armawir
- Bagaran